# ألكسندر ليبيديف
ألكسندر ليبيديف (بالإنجليزية: Alexander Lebedev)‏ (و. 1959 – م) هو سياسي، وعالم اقتصاد، ومصرفي، من الاتحاد السوفيتي، ولد في موسكو، هو عضوٌ في الحزب الشيوعي السوفيتي.

## مناصب
تولى منصب عضو مجلس الدوما.

## التعليم
تعلم في معهد موسكو الحكومي للعلاقات الدولية.

## مناصب وهيئات
كان من أفراد خدمة المخابرات الخارجية.

## روابط خارجية
- ألكسندر ليبيديف على موقع مونزينجر (الألمانية)
- ألكسندر ليبيديف على موقع إن إن دي بي (الإنجليزية)